# Caverna de Les Combarelles

A caverna de Les Combarelles é uma caverna com arte rupestre, localizada no município de Eyzies-de-Tayac-Sireuil, no departamento de Dordogne, França. Contém mais de 600 gravuras parietais, cuja datação é atribuída ao Magdaleniano.
De 1979, o sítio figura na lista do patrimônio mundial da UNESCO, conjuntamente com outros lugares pré-históricos e cavernas ornamentadas da região sob o nome de Grutas decoradas do vale do Vézère.

## Visitas
A caverna de Les Combarelles está sempre acessível para visitas; porém, por razões de conservação, a entrada de gente na caverna está limitada a grupos de 6 pessoas.